# Idioma lezgiano
El idioma lezgiano o lezgui, también denominado daguestánico, es un idioma caucásico del nordeste hablado por los lezguinos que viven en el sur de Daguestán (república de Rusia) al norte de Azerbaiyán.

## Características
El lezgiano es un idioma del grupo checheno-lezguiano, del subgrupo samuriano (que incluyen rutuls, aguls, tsakhur, budukh, khinalug, kryz, dhzek, khaput, tabasaranos e udi). Se dividen en tres dialectos:
- Kürin o günei, al sudeste de Daguestán, constituye la base literaria, es hablada en Kurakh, centro cultural y económico de su territorio y capital del antiguo kanato de Kürin.
- Akhti, hablada al sudeste de Daguestán.
- Kuba, hablada al nordeste de Azerbaiyán.

## Estatus
El lezgiano se volvió un idioma literario al final del siglo XIX, cuando era escrito en caracteres árabes, pero el idioma árabe, que era su idioma literario, fue sustituido por el lezgiano después de la Revolución rusa. Los primeros intentos de escribir en alfabeto cirílico (1904-1905) no tuvieron éxito. En 1928 el alfabeto árabe fue sustituido por el latino, y en 1938 por el cirílico. Es uno de los nueve idiomas oficiales de Daguestán (en lezgiano Daghustandin Respublika), a pesar de que no es muy empleado en la enseñanza.
Entre 1920 y 1960 fue usado para la enseñanza entre los lezguianos de Daguestán, y entre 1920 y 1939 entre los de Azerbaiyán, hasta quinto. También fue idioma oficial de los agul entre 1920 y 1950. Después, el ruso pasó a ser enseñado en Daguestán y azerí en Azerbaiyán. Incluso así, el 98% de quienes viven en Daguestán hablan habitualmente lezgiano. En Daguestán se edita el diario Lerzgi gazet desde 1928.